# Alice Descœudres
Alice Descœudres (* 20. Januar 1877 in La Côte-aux-Fées; † 23. Mai 1963 in Bevaix) war eine Pionierin der Sonderschulpädagogik.
Sie unterrichtete und forschte 1912 bis 1947 am Institut Jean-Jacques Rousseau in Genf. Sie engagierte sich gegen Militarismus und Alkoholismus und setzte sich für Verbesserungen im Heimwesen ein.